# Daseochaeta pulchra
Diphtherocome pulchra là một loài bướm đêm trong họ Noctuidae.

## Hình ảnh

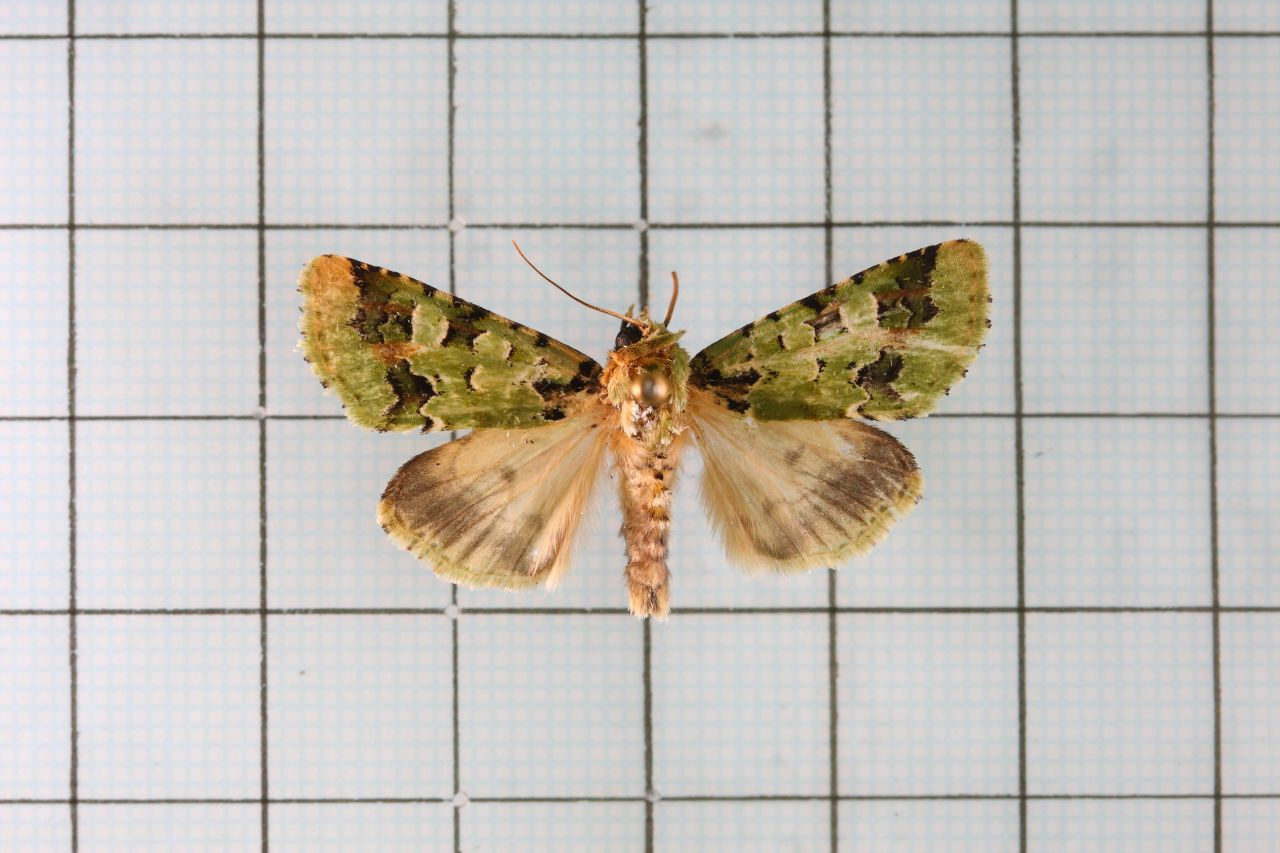
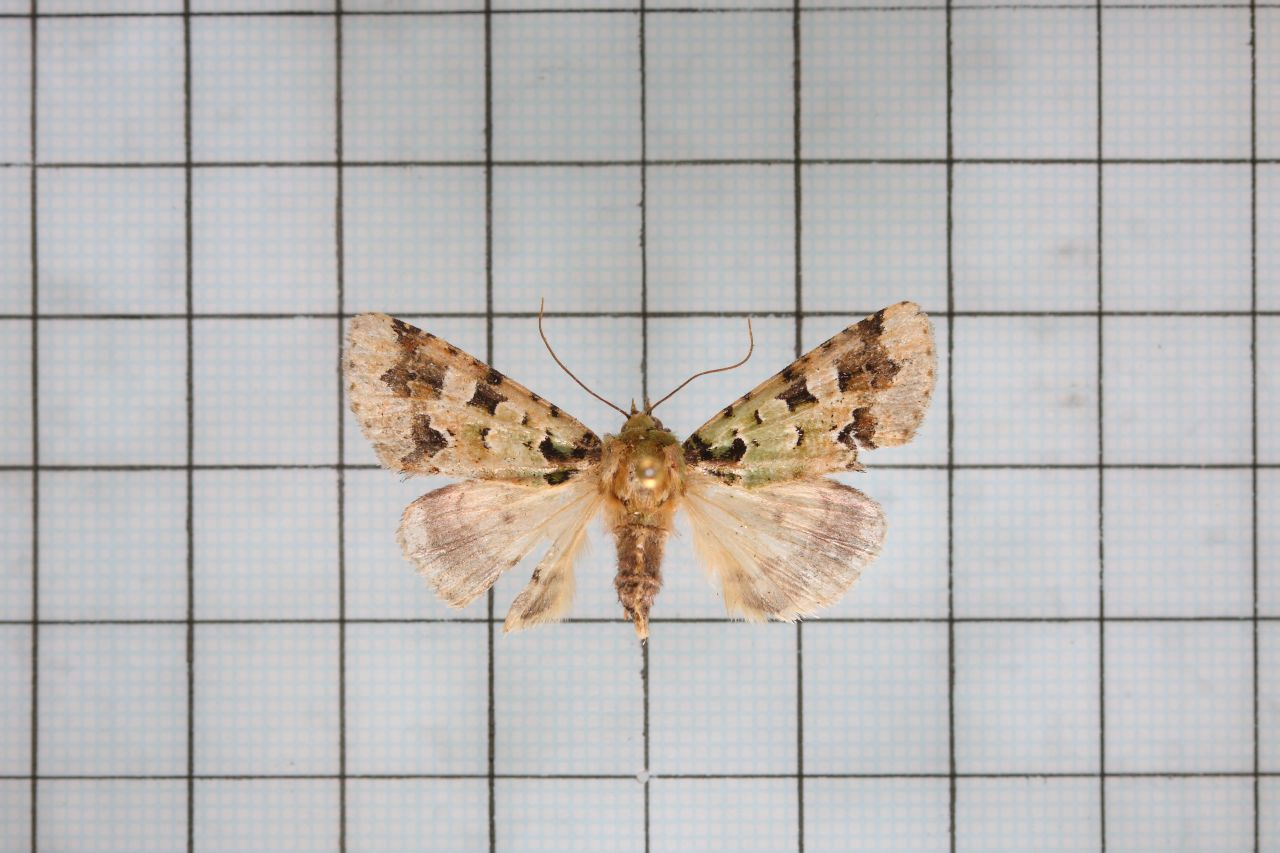
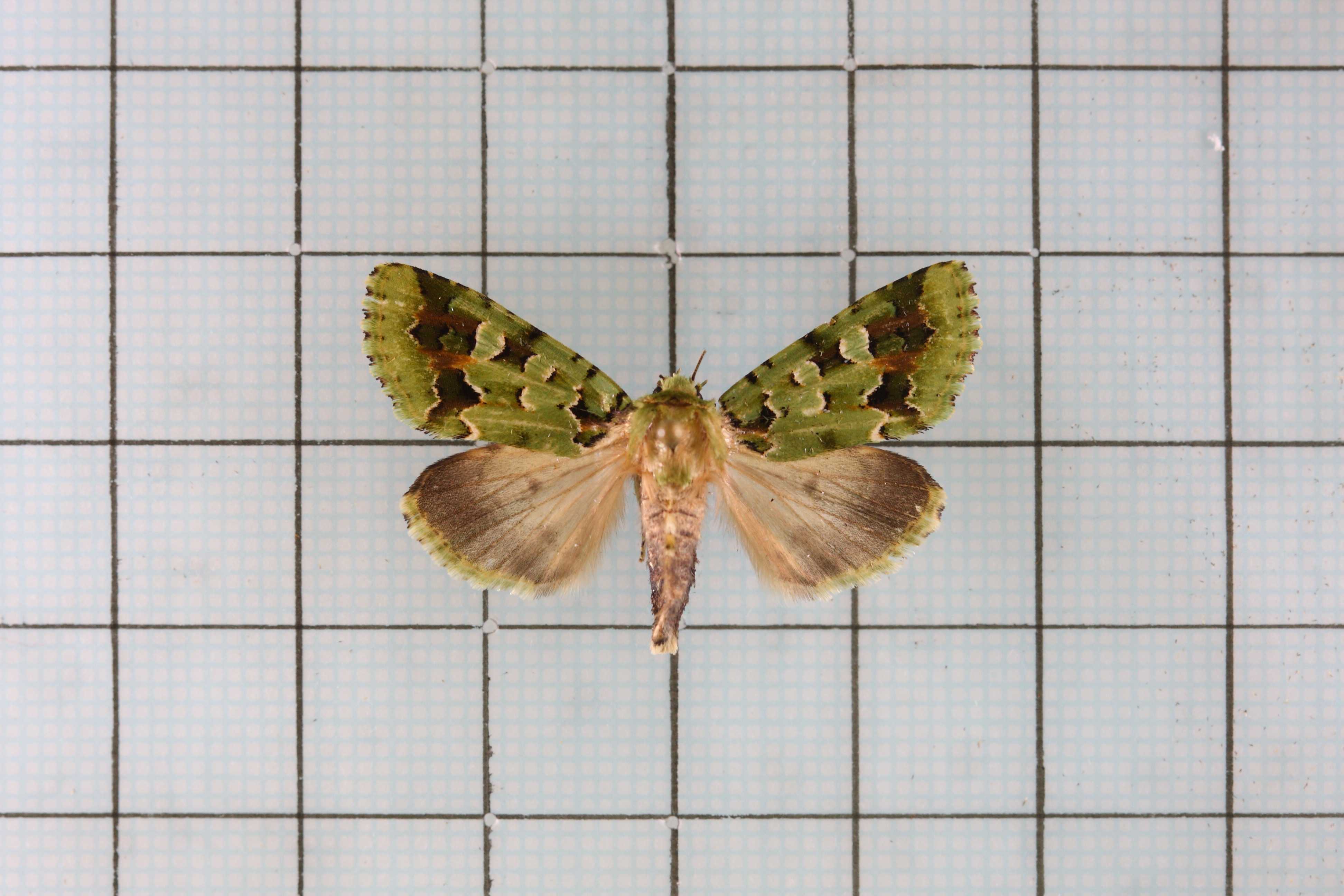
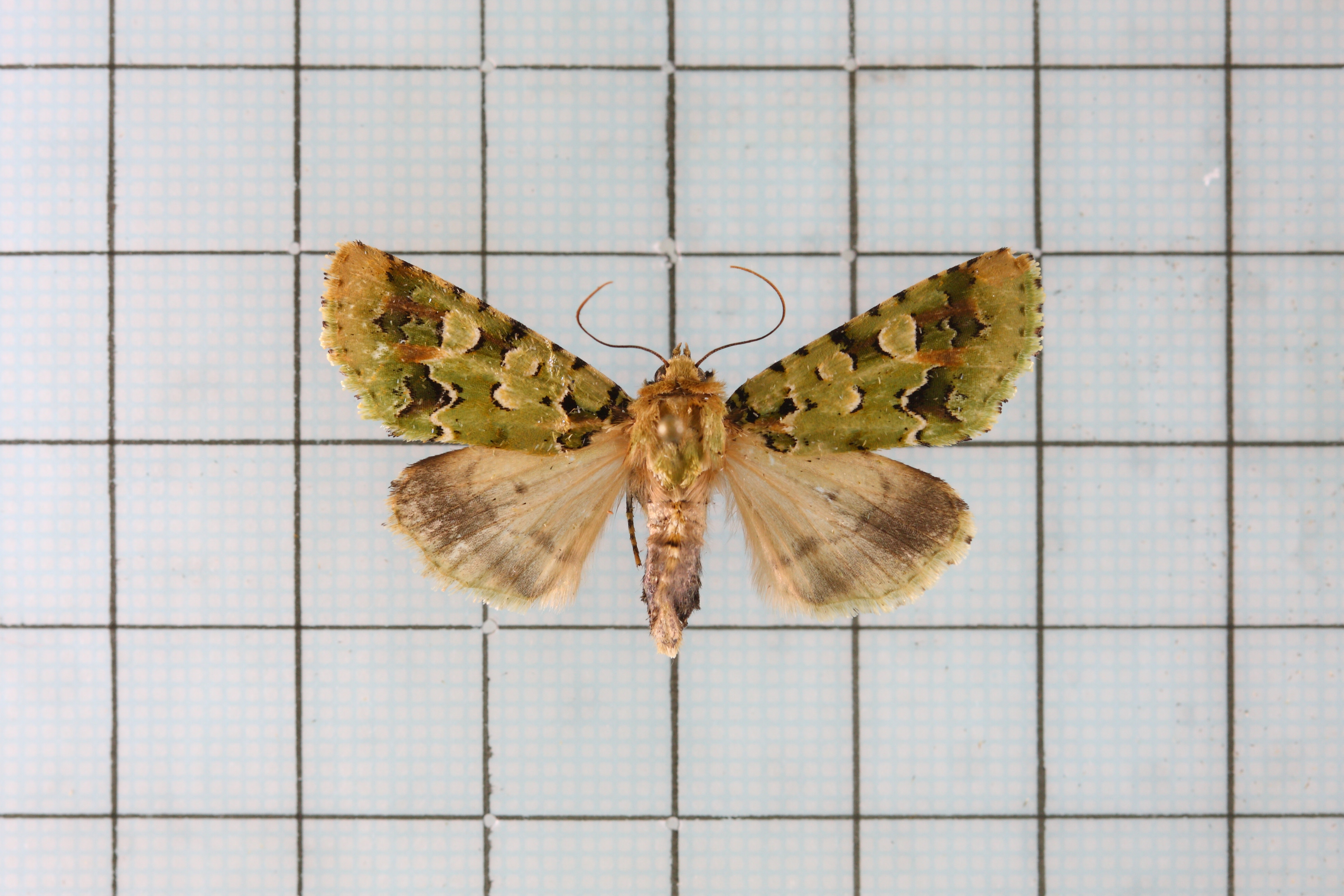